# Пигаревский сельский совет (Середино-Будский район)
Пигаревский сельский совет (укр. Пигарівська сільська рада) — входит в состав Середино-Будского района Сумской области Украины.
Административный центр сельского совета находится в с. Пигаревка.

## Населённые пункты совета
- с. Пигаревка
- с. Луг
- с. Рог

## Ликвидированные населённые пункты совета
- с. Крещиково
- с. Новосовское